# Liteřina

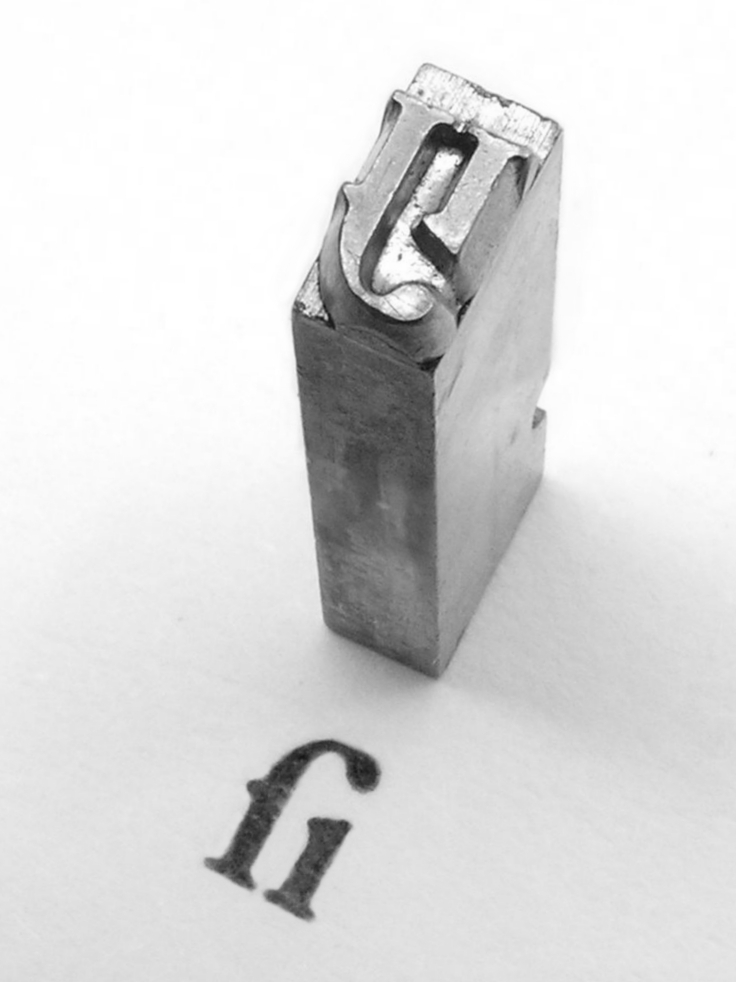
Ligatura písmen fi odlitá z liteřiny

Liteřina či písmovina je slitina používaná v písmolijectví. Její přibližné složení je: 50‒86 % olova, 3‒20 % cínu a 11‒30 % antimonu.
Liteřinu vyvinul v 15. století zakladatel knihtisku Johannes Gutenberg pro odlévání tiskařských liter. Jednotlivá písmena se v tiskárnách skládala do stránek a sloužila k tisku knih, novin a časopisů. Po vytištění potřebného textu se stránka rozmetala a jednotlivé litery byly použity pro sestavení nové sazby. Slitina má pro knihtisk optimální vlastnosti – dostatečně nízkou teplotu tání, takže ji bylo možno tavit jednoduchými středověkými prostředky, přitom je po vychladnutí dostatečně odolná vůči tlaku, který je na litery při tisku vyvíjen. Složení liteřiny se v průběhu staletí téměř nezměnilo. Její význam poklesl až ve 20. století s nástupem modernějších tiskařských metod jako byla fotosazba a elektronická sazba.